# الحسن بن الصديق الغماري
الحسن بن محمد الصديق الغماري الإدريسي الحسني (توفي يوم 6 نوفمبر 2010)، هو الإمام الفقيه المفتي العلامة الشيخ الحسن بن الصديق المولود سنة 1344 هـ الموافق 1926 م في بيت علم، فهو ابن القطب الشيخ محمد بن الصديق الغماري الإدريسي الحسني، الذي أنجب سبعة أبناء علماء متميزين في عملهم وفضلهم، وأثروا المكتبة الإسلامية بالتآليف في مختلف العلوم الإسلامية، وخصوصا علوم الحديث.

## حياته العملية
بعد استكمال مراحل التحصيل والطلب رجع إلى مسقط رأسه طنجة، فانتظم في سلك التعليم مدرسا، * وفي سنة 1953 قدم برنامجا إذاعيا بإذاعة طنجة «مع المرشد» الذي استمر فيه إلى ما بعد الاستقلال، 
- ثم شارك ضيفا في برنامج «ركن المفتي» الذي كانت تبثه التلفزة المغربية لعدة سنوات،
- ولما تأسس المجلس العلمي الأول بطنجة تحت رئاسة العلامة عبد الله كنون عين عضوا فيه، واستمر فيه لعدة سنوات،
- كما حظي بالمشاركة في الدروس الحسنية، حيث ألقى بين يدي الملك الحسن الثاني، والملك محمد السادس دروسا كان لها الصيت الذائع لغزارة علمه، وجزالة أسلوبه، وقوة عارضته، وفصاحته وبيانه.

ومن نشاطه أيضا:
- تدريس العلوم الشرعية بالمغرب حيث درس بزاوية والده، وبيته، وبعض مساجد طنجة، وتخرج على يديه نخبة من فقهاء وعلماء طنجة وغيرهم، كما درس بكلية الآداب والعلوم الإنسانية بجامعة محمد الخامس.
- تقلد خطبة الجمعة لعدة سنوات بزاوية والده، وبعض مساجد طنجة وبركسيل ببلجيكا.
- سافر إلى الديار البلجيكية فكان وجوده بها سبب نعمة وخير على المهاجرين، حيث تصد للفتوى وانتظم أمرها على يده، وأصبح المفتي الرسمي بها.
- وفي عام 2003 عين رئيسا لمجلس العلمي المحلي بطنجة، ونقيبا للشرفاء الصديقيين وأبناء عمومتهم، كما عين عضوا بالمجلس العلمي الأعلى للمملكة، وحظي بجائزة محمد السادس مرتين: في الفكر للدراسات الإسلامي، وفي الحديث النبوي الشريف.

## شيوخه
- 1 ـ أخوه الأكبر الحافظ السيد أحمد بن الصديق الغماري، درس عليه نخبة الفكر في المصطلح، وسمع عليه أجزاء من سنن البيهقي، وحضر عليه دروسا في بلوغ المرام، ونيل الأوطار، وصحيح الإمام مسلم، وأجازه إجازة عامة.
- 2 ـ أخوه العلامة الحافظ السيد عبد الله بن الصديق، كانت دروسه عليه عبارة عن مناظرات علمية متنوعة دامت مدة من الزمن، وأجازه إجازة عامة
- 3 ـ أخوه العلامة محمد الزمزمي، درس عليه: الألفية، وابن عاشر، والسلم بشرح البناني، والقوانين الفقهية، وجزءا من مختصر خليل، وتفسير النسفي، والجزء الأخير من التحفة وفرائضها، وانتفع بأخيه هذا كثيرا.
- 4 ـ الفقيه العربي بوعياد درس عليه الأجرومية.
- 5 ـ الفقيه عبد الرحمن الجزيري درس عليه الأجرومية، والسلم في المنطق، وبعض أبواب المختصر، وأبوابا من التلخيص.
- 6 ـ الفقيه محمد التجكاني ـ صهره ـ، درس عليه: لامية الأفعال، وكتاب النكاح من مختصر خليل.
- 7 ـ الفيه محمد البقالي الطنجي درس عليه الزقاقية.
- 8 ـ الحافظ السيد عبد الحي الكتاني درس عليه وأجازه إجازة عامة.
- 9 ـ الشيخ محمد بن عبد القادر بن سودة أجازه إجازة عامة.
- 10 ـ الفقيه بنعبد السلام الطاهري قرأ عليه السنوسية في التوحيد، وحضر عليه دروسا في صحيح البخاري.

## الجوائز
- جائزة محمد السادس مرتين: في الفكر للدراسات الإسلامي، وفي الحديث النبوي الشريف.

## مؤلفاته
- 1 ـ سلسلة من المحاضرات والدروس طبع الجزء الأول منها.
- 2 ـ مجموعة من الرسائل طبع منها:«التبيان لحجة عمل الإخوان» و «التقويم الهجري للبلاد الأوربية» وهو عبارة عن فتاوى لأصول العمل بتوحيد المطالع.
- 3 ـ مجموع الفتاوى الفقهية في ثلاث مجلدات (مخطوطة) وهي تخص عمل المسلم في اليوم والليلة.
- 4 ـ الفتاوى الصديقية للبلاد الأوربية (مخطوط).
- 5 ـ شرح البردة والهمزية في جزءين (مخطوط).
- 6 ـ المنجد في الخطب الجمعية، تتضمن أكثر من ثلاثمائة خطبة في ثلاثة أجزاء (مخطوط).
- 7 ـ مجموعة من المقالات والمحاضرات في مواضيع مختلفة (مرقونة).
- 8 ـ تقديم وتقريظ لعدد من الأعمال الحديثية والفقهية، خاصة الفقه العالي منها، نشرت ضمن الكتب المقدم لها.
- 9 ـ إذاعيات، وهي عبارة عن سلسلة من الدروس التي قدمها بإذاعة طنجة المحلية (مخطوط).

## وفاته
توفي يوم الأحد 22 جمادى الآخرة 1431 هـ الموافق لـ 6 نوفمبر 2010م، ووري جثمانه الطاهر يوم الإثنين الموالي بضريح والده.